# Joaquín Rivas
Joaquín Antonio Rivas Navarro (ur. 26 kwietnia 1992 w Santa Ana) – salwadorski piłkarz grający na pozycji skrzydłowego w klubie Miami FC oraz reprezentacji Salwadoru. Posiada również obywatelstwo amerykańskie.

## Kariera
Rivas całą swoją klubową karierę spędził w USL Championship (druga w hierarchii liga Stanów Zjednoczonych). Występował w barwach m.in. Kitsap Pumas, Sacramento Republic czy Saint Louis. Najwięcej występów zaliczył w FC Tulsa, grając tam w ponad 70 spotkaniach i zdobywając ponad 20 bramek.
W reprezentacji Salwadoru zadebiutował 16 listopada 2018 z Bermudami. Pierwszą bramkę zdobył 20 listopada 2018 w starciu z Haiti. Został powołany na Złoty Puchar CONCACAF 2021, gdzie zdobył 3 gole.